# بودالالو
بودالالو روستایی است که در استان اردبیل، شهرستان اردبیل، بخش هیر، دهستان فولادلوی جنوبی قرار دارد. این روستا که هم‌اکنون به دهستان تبدیل شده‌است به عنوان مرکز فولادلوی جنوبی می‌باشد و به لحاظ موقعیت جغرافیایی بهتر نسبت به سایر روستاهای همجوار، از زمانهای دور دارای اهمیت بیشتری بوده‌است. در لغتنامه دهخدا از این روستا به عنوان قشلاق طایفه خامسلو نام برده شده‌است؛ با اینکه این عنوان غلط نیست اما اما تعریف دقیقی هم نیست. طایفه خامسلو تنها یکی از چندین طایفه محلی بوده‌اند که در مواقع مشخصی از سال در این روستا اتراق می‌کرده‌اند. اساساً این روستا ساکنان خاص خود را داشته‌است. نام این روستا از بدو بودالالو نبوده بلکه به علمقلی قشلاقی معروف بوده‌است. این روستا با روستاهای همجوار از دوران باستان منطقه ای سوق الجیشی بوده و حکم قشلاق داشته‌اند چراکه در طرف شرقی این منطقه کوه‌های باغرو واقع است و مراتع آن ییلاق‌های قبایل و ایلات منطقه بوده‌است که در فصل گرم سال به آن کوچ می‌شود و هم‌اکنون نیز ادامه دارد. لازم است ذکر شود این کوه‌ها مرز استان گیلان و اردبیل است. کوه‌های باغرو در این منطقه به دو رشتهٔ خط الرأسی با عمق نسبی تبدیل می‌شود که حدفاصل دریاچه نئور و منطقه فولادلوی جنوبی است با این توضیح که حد شرقی این خط الرأس دریاچه زیبای نئور و حد غربی آن دهستان بودالالو است. سه راهی منطقه گردشگری دریاچه نئور، و مسیر طبیعتگردی سوباتان، نیز از روستای بودالالو منشعب می‌شود (طول مسیر جاده از روستای بودالالو تا سد دریاچه نئور ۱۳ کیلومتر می‌باشد). این منطقه شبیه یک دشت کوچکیست که از چهار طرف با کوه‌ها و تپه‌ها احاطه شده‌است و یک رودخانه فصلی در آن جریان دارد. این رودخانه با خشکسالی‌های ادامه‌دار از دهه ۸۰ خشک شده‌است؛ سرچشمه این رودخانه از خط الرأس جنوب غربی دریاچه نئور است که در گویش محلی به کوه‌های «چوبان پیر» یعنی «چوپان پیر» معروف است که تاریخ افسانه ای دارد و ارتفاع آن تقریباً ۲۶۰۰ متر از سطح دریاهای آزاد است. این داستان افسانه ای مشخص نیست که در چه دوره ای خلق شده‌است ولی در تاریخ شفاهی، فرهنگ و فولکلور منطقه به صورت سینه به سینه نقل شده‌است و از اینقرار است که چوپانی سالخورده بر بالای این کوه مشغول چرای گوسفندان خود بوده‌است که در ظهر تابستان گرمای شدیدی حاکم شده چوپان و گوسفندانش را در آستانه تلف شدن قرار می‌دهد و چوپان طبق آیین رایج وقت خود به عنوان قربانی کردن به مظاهر طبیعت از خدایگان طلب می‌کند که چشمه ای از آنجا جاری سازد تا او و گوسفندانش را از هلاکت نجات دهد و عهد می‌بندد که اگر چنین شود هفت گوسفند به میمنت آن قربانی کند؛ او در تکاپو بوده‌است که متوجه چشمه آبیً در نزدیکی خود می‌شود، خود و گوسفندانش سیراب می‌شوند و به این ترتیب از چنگ تشنگی رهایی می‌یابند و اما بالاخره لحظه سخت و پرهزینه ایفای عهد فرا می‌رسد. چوپان در یک لحظه فقر و فلاکت خود را از ذهن گذرانده به خود و گوسفندانش نگاه می‌کند و در ذهن به سرزنش خود می‌پردازد و چنگ در موهای بلندش زده به فکر فرومی‌رود و ناخواسته هفت شپش از موهایش کنده می‌کشد و بدین نحو از ایفای عهد شانه خالی می‌کند که ناگهان خود و گوسفندانش تبدیل سنگ می‌شوند.
قله «چوبان پیر» که توضیح آن گذشت، در جنوب شرقی روستای بودالالو قرار دارد، اما درست در نقطه شرقی این روستا، قله ای با ارتفاع تقریبی ۲۷۰۰ متر بنام «آق دیو اولن» قرار دارد که تاریخ و گفته‌های مربوط به آن کمی متفاوت است؛ آنچه از این کوه به صورت سینه به سینه و شفاهی نقل شده این است که دیو سیاه (حاکم اقلیم غرب) و دیو سفید (حاکم اقلیم شرق) در نبردی با همدیگر بر سر حاکمیت منطقه در قله این کوه به هم می‌رسند و نزاعی سهمگین ادامه می‌یابد تا اینکه دست از نزاع برداشته و به پیشنهاد همدیگر بنا را بر این می‌گذارند که دیو سیاه از سمت غرب و دیو سفید از سمت شرق در مسابقه ای زورآزمایی شروع به شکافتن کوه نمایند؛ دیو سفید از سمت شرق به غرب و دیو سیاه از سمت غرب به شرق شروع به کندن کوه می‌نمایند، حال اگر دیو سفید زودتر از دیو سیاه از سمت غرب درآید به او و تاریکی‌اش غلبه خواهدکرد و اگر دیو سیاه پیروز شود نتیجه برعکس خواهدشد. بالاخره در چالشی سخت، دیو سیاه و دیو سفید شروع به کندن می‌نمایند که نهایتاً در دل کوه هردو به هم می‌رسند، دیو سیاه به نیرنگ و فریب در زیر کوه، دیو سفید را به بند کشیده مدفون می‌کند و از دل کوه به سمت شرق درآمده روشنایی را با تاریکی مغلوب و به حاکمیت خود درمی‌آورد و از آن به بعد مردمان این منطقه بر این باورند که دیو سفید روزی از بند رها شده و بیرون خواهدآمد و بر دیو سیاه غلبه خواهدکرد. در میان بومیان این منطقه نام این کوه به «آق دیو اولن» -به معنی: کوهی که دیو سفید در آن مدفون شده - معروف شده‌است. این داستان نه افسانه بلکه اسطوره رایج دوران زرتشتی دوران باستان را تداعی می‌کند. جالب توجه این که بر اساس نشانه‌های موجود، اگر عقیده بر خاستگاه این اسطوره از همان زمانهای باستان باشد بیراه نخواهدبود. جاده آسفالته دریاچه نئور از سمت نیمه غرب و جنوب غربی به شرق و شمال شرقی، در تماس با این کوه، آن را دور زده به سد دریاچه نئور می‌رسد. (نقل از تألیف و گردآوری‌های در دست نگارش تاریخ شفاهی فولادلو به کوشش آقای کامبیز بهرامی بودالالو).

## جمعیّت
بر اساس سرشماری سال ۱۳۸۵ جمعیّت این روستا ۴۵۱ نفر با ۱۰۱ خانوار بوده‌است اما طبق آخرین سرشماری رسمی کشور در سال ۱۳۹۵ جمعیت این روستا ۳۵۲ نفر ثبت شده‌است که در طول یک دهه، کاهش ۲۱ درصدی را نشان می‌دهد. این کاهش جمعیت اغلب به علت مهاجرت‌های بی‌رویه ناشی از خشکسالی‌های طولانی مدت، نبود امکانات رفاهی و معیشتی از جمله نبود امکانات تحصیلی برای فرزندان خانواده‌ها، رکود اقتصادی و پایین بودن سطح درآمد خانوارها و چندین عامل مؤثر دیگر است.